# Manuel González (motociclista)
Manuel González Simón (Madrid, 4 agosto 2002) è un pilota motociclistico spagnolo.
Vincitore del campionato mondiale Supersport 300 nel 2019.

## Carriera

### Gli inizi
Inizia a correre in competizioni di rilievo nel 2016, quando partecipa alla MotoGP Rookies Cup, posizionandosi 16º nella classifica piloti con 40 punti.

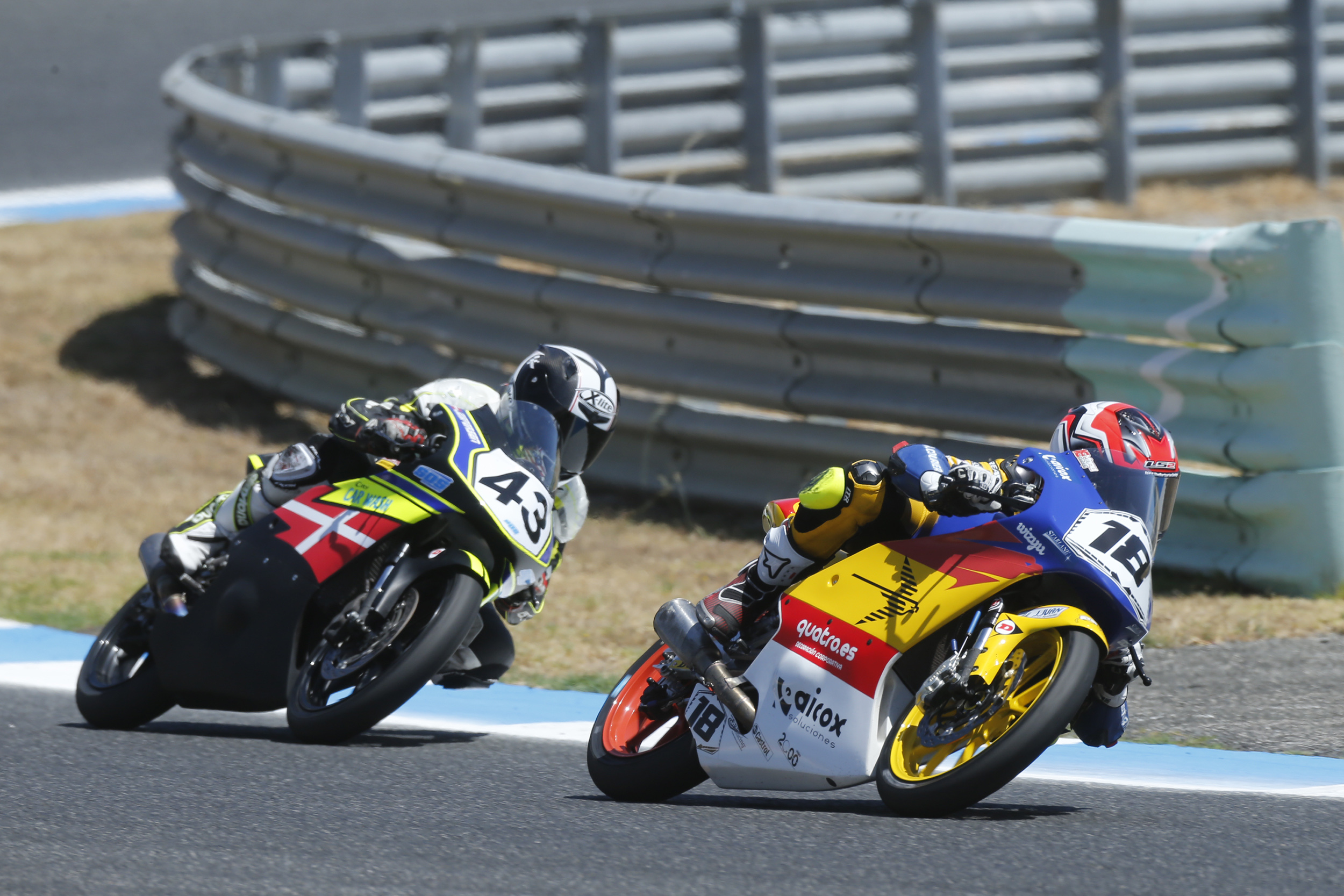
González, tallonato dal danese Simon Jespersen, in una fase di gara della European Talent Cup nel 2017.

Dopo aver corso alcune gare nel campionato spagnolo del 2016, González partecipa nel 2017 alla European Talent Cup con il team Halcourier Racing, vincendo il titolo con una vittoria, due secondi posti e due terze posizioni. Nel 2017 ha partecipato inoltre (sempre con la stessa squadra) all'ultima gara del campionato mondiale Supersport 300 a Jerez de la Frontera, arrivando 34º.

### Supersport 300
Nel 2018 ha gareggiato per l'intera stagione al campionato mondiale Supersport 300, ottenendo tre terzi posti nelle ultime tre gare del campionato, chiudendo la stagione in sesta posizione finale. Nel 2019 è passato al team ParkinGO, equipaggiato con motociclette Kawasaki. Ha ottenuto la prima vittoria nella prima gara nel circuito di Aragona e si è ripetuto nella gara successiva di Assen, e nella gara 2 di Jerez. Nel Gran Premio di Francia 2019, González si è laureato campione del mondo della categoria. In questa stagione inoltre ha preso parte, in qualità di wild card, al weekend di gara ad Imola nel campionato Italiano Velocità conquistando la pole position una vittoria ed un secondo posto.

### Supersport
Nel 2020 rimane con lo stesso team della stagione precedente ma passa a correre nel mondiale Supersport alla guida di una Kawasaki ZX-6R. Porta a termine tutte le gare in zona punti e chiude il campionato in 7ª posizione.
Anche nel 2021 è al via nel campionato mondiale Supersport nello stesso team, ma questa volta in sella ad una Yamaha YZF-R6. Vincendo il Gran Premio di Magny-Cours riporta la Spagna sul gradino più alto del podio del mondiale Supersport, l'ultimo a vincere fu Joan Lascorz nel 2010. Vince un'altra gara e totalizza sette piazzamenti a podio classificandosi terzo tra i piloti. Nello stesso anno corre nella classe Moto2 del motomondiale in Olanda in sostituzione dell'infortunato Lorenzo Baldassarri sulla MV Agusta F2; fa un'altra apparizione in Aragona senza ottenere punti. Sempre nel 2021 disputa i primi due eventi del campionato italiano Supersport, ottiene un terzo posto e si classifica sedicesimo.

### Moto2
Nello 2022 è pilota titolare in Moto2, gareggia infatti per il team Yamaha VR46 Master Camp che gli affida una Kalex, il compagno di squadra è il thailandese Keminth Kubo. Raccoglie 76 punti ottenendo come miglior risultato un quinto posto in Portogallo, Australia e Malesia, classificandosi al sedicesimo posto in classifica finale. Nel 2023 rimane nello stesso team mentre il nuovo compagno di squadra è il giapponese Kōta Nozane. In occasione del Gran Premio del Qatar, chiudendo secondo, ottiene il suo primo podio nel motomondiale. Termina il campionato classificandosi all'ottavo posto.
Nel 2024 passa a Gresini Racing dove trova il connazionale Albert Arenas come compagno di squadra. Inizia bene la stagione con tre piazzamenti a podio nelle prime sette gare. Successivamente va regolarmente a punti. In occasione del Gran Premio del Giappone, in condizioni meteorologiche mutevoli, coglie il suo primo successo nel motomondiale; sebbene la scelta infelice di un copricapo indossato prima della gara faccia perdere alla squadra lo sponsor principale: QJ Motor. Conclude il campionato in terza posizione.

## Risultati in gara

### Campionato mondiale Supersport 300
| 2017 | Moto   |  |  |  |  |  |  |  |  |    |  | Punti | Pos. |
| ---- | ------ |  |  |  |  |  |  |  |  | -- |  | ----- | ---- |
| 2017 | Yamaha |  |  |  |  |  |  |  |  | 34 |  | 0     |      |

| 2018 | Moto   |     |   |     |    |    |   |   |   |  |  | Punti | Pos. |
| ---- | ------ | --- | - | --- | -- | -- | - | - | - |  |  | ----- | ---- |
| 2018 | Yamaha | Rit | 9 | Rit | 12 | 33 | 3 | 3 | 3 |  |  | 59    | 6º   |

| 2019 | Moto     |   |   |    |   |   |   |    |   |   |   | Punti | Pos. |
| ---- | -------- | - | - | -- | - | - | - | -- | - | - | - | ----- | ---- |
| 2019 | Kawasaki | 1 | 1 | AN | 4 | 1 | 2 | NP | 2 | 2 | 4 | 161   | 1º   |

| Legenda | 1º posto        | 2º posto            | 3º posto           | A punti      | Senza punti        | Grassetto – Pole position Corsivo – Giro più veloce |
| Legenda | Gara non valida | Non qual./Non part. | Ritirato/Non class | Squalificato | '-' Dato non disp. | Grassetto – Pole position Corsivo – Giro più veloce |

### Campionato mondiale Supersport
| 2020 | Moto     |   |    |   |    |   |   |    |   |   |   |   |   |   |   |   |  |  |  |  |  |  |  |  |  | Punti | Pos. |
| ---- | -------- | - | -- | - | -- | - | - | -- | - | - | - | - | - | - | - | - |  |  |  |  |  |  |  |  |  | ----- | ---- |
| 2020 | Kawasaki | 7 | 10 | 8 | 10 | 6 | 8 | 10 | 6 | 8 | 7 | 7 | 7 | 6 | 7 | 7 |  |  |  |  |  |  |  |  |  | 126   | 7º   |

| 2021 | Moto   |   |    |   |   |   |   |   |   |   |   |     |    |   |   |   |   |    |   |   |   |   |    |   |     | Punti | Pos. |
| ---- | ------ | - | -- | - | - | - | - | - | - | - | - | --- | -- | - | - | - | - | -- | - | - | - | - | -- | - | --- | ----- | ---- |
| 2021 | Yamaha | 5 | 11 | 5 | 4 | 5 | 4 | 6 | 6 | 2 | 3 | Rit | NP | 4 | 1 | 2 | 1 | AN | 4 | 2 | 4 | 2 | 10 | 5 | Rit | 286   | 3º   |

| Legenda | 1º posto        | 2º posto            | 3º posto           | A punti      | Senza punti        | Grassetto – Pole position Corsivo – Giro più veloce |
| Legenda | Gara non valida | Non qual./Non part. | Ritirato/Non class | Squalificato | '-' Dato non disp. | Grassetto – Pole position Corsivo – Giro più veloce |

### Motomondiale
| 2021 | Classe | Moto      |  |  |  |  |  |  |  |  |    |  |  |  |    |  |  |  |  |  |  |  |  |  | Punti | Pos. |
| ---- | ------ | --------- |  |  |  |  |  |  |  |  | -- |  |  |  | -- |  |  |  |  |  |  |  |  |  | ----- | ---- |
| 2021 | Moto2  | MV Agusta |  |  |  |  |  |  |  |  | 22 |  |  |  | 17 |  |  |  |  |  |  |  |  |  | 0     |      |

| 2022 | Classe | Moto  |    |    |    |    |   |    |    |    |   |    |   |    |     |     |     |    |    |   |   |   |  |  | Punti | Pos. |
| ---- | ------ | ----- | -- | -- | -- | -- | - | -- | -- | -- | - | -- | - | -- | --- | --- | --- | -- | -- | - | - | - |  |  | ----- | ---- |
| 2022 | Moto2  | Kalex | 20 | 18 | 14 | 13 | 5 | 16 | 11 | 20 | 9 | 12 | 9 | 11 | Rit | Rit | Rit | NP | 25 | 5 | 5 | 6 |  |  | 76    | 16º  |

| 2023 | Classe | Moto  |   |    |    |    |    |   |   |   |   |     |   |   |   |   |   |    |    |     |   |    |  |  | Punti | Pos. |
| ---- | ------ | ----- | - | -- | -- | -- | -- | - | - | - | - | --- | - | - | - | - | - | -- | -- | --- | - | -- |  |  | ----- | ---- |
| 2023 | Moto2  | Kalex | 5 | 11 | 10 | 12 | NP | 8 | 6 | 8 | 5 | Rit | 5 | 7 | 5 | 6 | 5 | 13 | 10 | Rit | 2 | 13 |  |  | 145,5 | 8º   |

| 2024 | Classe | Moto  |   |   |    |   |    |    |   |   |    |   |    |   |   |    |   |   |   |   |    |   |  |  | Punti | Pos. |
| ---- | ------ | ----- | - | - | -- | - | -- | -- | - | - | -- | - | -- | - | - | -- | - | - | - | - | -- | - |  |  | ----- | ---- |
| 2024 | Moto2  | Kalex | 5 | 3 | 13 | 3 | 24 | 22 | 2 | 9 | 12 | 5 | 13 | 5 | 4 | 11 | 8 | 1 | 6 | 9 | 11 | 2 |  |  | 195   | 3º   |

| 2025 | Classe | Moto  |   |   |    |   |   |   |     |   |   |   |   |   |     |  |  |  |  |  |  |  |  |  | Punti | Pos. |
| ---- | ------ | ----- | - | - | -- | - | - | - | --- | - | - | - | - | - | --- |  |  |  |  |  |  |  |  |  | ----- | ---- |
| 2025 | Moto2  | Kalex | 1 | 2 | 22 | 3 | 1 | 1 | Rit | 9 | 1 | 3 | 4 | 3 | Rit |  |  |  |  |  |  |  |  |  | 188   |      |

| Legenda | 1º posto        | 2º posto            | 3º posto            | A punti      | Senza punti        | Grassetto – Pole position Corsivo – Giro più veloce |
| Legenda | Gara non valida | Non qual./Non part. | Ritirato/Non class. | Squalificato | '-' Dato non disp. | Grassetto – Pole position Corsivo – Giro più veloce |